# Eriocaulon schimperi
Eriocaulon schimperi är en gräsväxtart som beskrevs av Friedrich August Körnicke och Wilhelm Willy Otto Eugen Ruhland. Eriocaulon schimperi ingår i släktet Eriocaulon och familjen Eriocaulaceae. Inga underarter finns listade i Catalogue of Life.